# 클라우드 스토리지
클라우드 스토리지(cloud storage)는 디지털 데이터를 논리 풀에 저장하는 시스템이다. 논리 풀이라는 것은 물리적인 스토리지가 일반적으로 호스팅 업체에 의해 소유, 관리되는 복수의 서버들에 걸쳐 있는(복수의 지역에 걸쳐 있을 수도 있다.) 데이터 스토리지 모델이다. 이러한 클라우드 스토리지 제공자들은 사용자들이 데이터를 늘 사용 및 접근할 수 있도록, 또한 물리 환경이 보호된 상태로 실행되도록 서비스를 제공한다. 개인 또는 단체는 클라우드 스토리지 용량을 제공자로부터 구매 또는 임대하여 사용자, 단체의 데이터나 애플리케이션의 데이터를 저장한다.
클라우드 스토리지는 여러 지역에서 함께 연동되는 클라우드 컴퓨팅을 통해서 작동하기 때문에 외부에서 쉽게 접속할 수 있고, 웹 서비스를 통해서 접속할 수도 있으며, API를 이용하여 어플리케이션으로 접속할 수 있다. 이런 프로그램들을 통해서 클라우드 데스크탑 스토리지나 클라우드 스토리지 게이트 웨이 혹은 웹기반 콘텐츠 관리 시스템 등을 운영할 수 있는 특징이 있다.

## 클라우드 스토리지 역사
클라우드 컴퓨팅은 1960년대에 J. C. R. 리클라이더에 의해 발명된 것으로 여겨진다. 여기에는 ARPANET를 통해 사람들과 데이터를 언제 어디에서든지 연결할 수 있도록 한 그의 노고가 포함된다.
1983년, 컴퓨서브는 자신의 고객 사용자들에게 업로드할 파일을 선택하여 저장하기 위한 작은 양의 디스크 공간을 제공하였다.
1994년, AT&T는 퍼스널 링크 서비스라는 온라인 플랫폼을 만들었는데, 개인 사용자 혹은 기업을 위해서 만들어진 스토리지 서비스인데, 처음으로 웹 기반 서비스를 진행했고, "당신은 우리의 전자적 미팅 장소를 클라우드라고 생각할 수 있다"는 광고로 서비스를 진행했다. 아마존 웹 서비스는 AWS S3 클라우드 스토리지 서비스를 2006년에 오픈했고, 클라우드 스토리지 부문 최고의 인지도와 적용 기술로 SmugMug, 드롭박스, 핀터레스트의 서비스를 수주하게 되었다. 2005년에는 Box 스토리지 업체는 사업적으로 이용 가능한 온라인 파일 공유와 클라우드 컨텐츠 관리 서비스를 시작하게 되었다.

## 클라우드 스토리지 구조

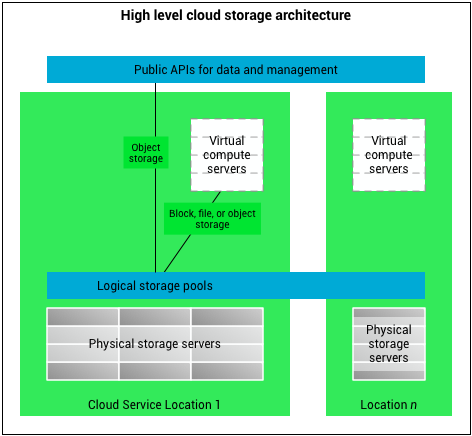
클라우드 스토리지의 구조.

클라우드 스토리지는 고수준의 가상화에 기반을 두고 있다. 보통 파일은 한개의 스토리지에 저장이 되는데, 클라우드 스토리지는 한 개의 파일을 여러 대의 가상화된 물리 서버에 공통적으로 저장하는 개념이다. 그리고, 쉽게 접근하기 위해서 웹이나 어플리케이션 기반의 파일 조회, 업로드, 삭제 등의 서비스를 포함하고 있다. 내부에 거의 무한대에 가까운 용량을 가지고 있기 때문에, 지금 현재 내가 1G의 용량을 가지고 있다가, 10G의 파일을 넣어야 할 때 서비스 비용만 지불 하면 바로 10G를 쓸 수 있는 놀라운 확장성을 가지고 있다. 멀티테넌시를 통해서 여러명이 동시에 파일을 관리하거나 조회하는 것이 가능하고, 현재 내가 가지고 있는 파일과 사용할 수 있는 용량을 실시간으로 측정할 수 있다. 클라우드 스토리지 서비스들은 외부에 있는 서비스(아마존 S3)를 통해서 사용할 수 있고, 극도의 보안이 요구되는 경우, 내부에 설치한 ViON 캐퍼시티 서비스를 통해 활용할 수 있다.
클라우드 스토리지는 일반적으로 온라인 파일 저장 서비스와 생각이 되는데, 데이터와 연동되어 서비스를 하는 경우가 많으므로, 최근에는 블록 스토리지라는 용어로 확장되고 있다.

## 클라우드 스토리지 장점
- 회사들은 일반적으로 한 달 평균 사용량에 해당하는 비용만 내는 구조이다. 그렇다고 해서 클라우드 스토리지가 저렴하다는 것은 아니다.[5]
- 클라우드 스토리지를 사용하는 업체는 전기 사용량의 70%를 절약할 수 있다.
- 클라우드 스토리지는 회사 내부 혹은 해당 업체에 만들거나, 두 개를 동시에 조합할 수 있으며, 비용이나 업무 지속성, 재해 복구 기능, 보안, 정부 정책 등의 조건에 따라서 선택할 수 있다.[6]
- 스토리지 가용성과 데이터 보호는 스토리지의 고유한 구조, 어플리 케이션, 추가적인 기술과 노력, 비용 등에 달렸다.
- 추가 용량 구매나 유지 보수 작업 등의 스토리지 유지 작업은 서비스 공급자가 책임진다.[7]
- 클라우드 스토리지 업체는 웹 서비스 등을 통해서 다른 업체에 있는 자원을 다양하게 사용하는 방법을 제공한다.[8]
- 클라우드 스토리지에 필요한 가상 머신 이미지를 저장하고, 필요한 순간에만 다운로드 받아서 현지에서 사용할 수 있는 시스템을 제공한다.
- 클라우드 스토리지는 전 세계 센터에 백업을 나누어 저장하기 때문에 장애 발생을 하지 않는다. 증분 백업을 진행하므로, 데이터 백업 용량이 적어진다.
- 클라우드 스토리지는 Webdav를 이용해서 내부 드라이브로 인식될 수 있다. 사무실이 여러 군데에 있는 경우 유용하다.

## 같이 보기
- 파일 호스팅 서비스